# Taylor Perry
Pour les articles homonymes, voir Perry.
Pas d'image ? Cliquez ici

a Compétitions nationales et continentales officielles uniquement.

b Matchs officiels uniquement.
Taylor Perry, née le 23 juillet 2000 à Oakville (Canada), est une joueuse internationale canadienne de rugby à XV et internationale à sept évoluant au poste de demi d'ouverture.

## Biographie
Taylor Perry naît le 23 juillet 2000. En 2022, elle joue pour le club des Oakville Crusaders. Elle compte onze sélections en équipe du Canada de rugby à XV quand elle est retenue en septembre 2022 pour disputer la Coupe du monde en Nouvelle-Zélande.
Durant l'été 2024, il est annoncé qu'elle fait son retour aux Exeter Chiefs où elle avait évolué durant la saison 2020-2021.